# Cowdenbeath Football Club
Maillots
Dernière mise à jour : 30 mars 2024.
Le Cowdenbeath Football Club est un club écossais de football basé à Cowdenbeath.

## Historique
- 1880 : fondation du club sous le nom de Cowdenbeath Rangers
- 1882 : fusion avec Raith Rovers (fondé en 1881) en Cowdenbeath FC
- 1891 : 1re participation à la Midland Football League
- 1896 : 1re participation à la Central Football League
- 1924 : 1re participation au championnat de 1re division (saison 1924/25)
- 2022 : relégation à Lowland Football League.

## Palmarès
- Championnat d'Écosse de deuxième division : 
  - Champion : 1914, 1915 et 1939

- Championnat d'Écosse de troisième division : 
  - Champion : 2012

- Championnat d'Écosse de quatrième division : 
  - Champion : 2006

- Central Football League : 
  - Champion : 1896-1897

## Entraîneurs
- 1980 :  Pat Stanton
- 2000 :  Peter Cormack

## Anciens joueurs
- Bobby Russell
- Alan Combe
- Colin McGlashan